# Batalla de Seforia

Reinos en Tierra Santa.

La  batalla de Seforia tuvo lugar entre los cruzados de Gérard de Ridefort y las tropas de Saladino el 1 de mayo de 1187.
Saladino (Salah al-Din), entonces con 50 años, reinaba desde 1174, año de la muerte de Nur al-Din, rey de Alepo y Damasco. Su objetivo en aquel momento era recuperar Tierra Santa de manos de los cristianos. Astuto diplomático y brillante estratega, firmó treguas a diestro y siniestro con distintos señores cristianos, como Raimundo III de Trípoli, por entonces en desacuerdo con Guido de Lusignan, rey de Jerusalén, a cambio de su protección sobre el principado de Galilea. De este modo sacó partido de las luchas intestinas que se multiplicaban en el reino de Jerusalén.
Raimundo III de Trípoli intentó que Isabel fuera la reina de Jerusalén, en vez de Sibila. Pero Joscelino III de Courtenay, conde de Edesa, tras alejar a Raimundo de Trípoli –de quien había obtenido la regencia—, consiguió reunir a los barones y lograr el apoyo de Gerardo de Ridefort, Reinaldo de Chatillon y otros nobles.

## Antecedentes
A principios de 1187, el caballero Reinaldo de Châtillon asaltó una caravana de mercaderes que iba de El Cairo a Damasco y que tenía derecho al libre paso, aunque iba excesivamente armada. Hay que decir que Reinaldo de Châtillon, antiguo príncipe de Antioquía y actual señor de Transjordania, era quien más osaba hostigar a Saladino, tanto en el campo de batalla, como había sucedido en Montgisard, como mediante el corso en el mar Rojo, poniendo en duda que fuera el protector de los Santos Lugares musulmanes. Saladino no tardó en exigir la devolución de los bienes transportados por la caravana y la liberación de los prisioneros. Reinaldo se negó a ello y se obstinó en la negativa incluso cuando intervino Guido de Lusignan para que se efectuase la devolución. Saladino movilizó entonces a sus tropas de Siria, juró que daría muerte a Reinaldo y se puso en camino el 18 de marzo de 1187, asolando de paso las regiones que atravesó, como Galilea.

## La batalla

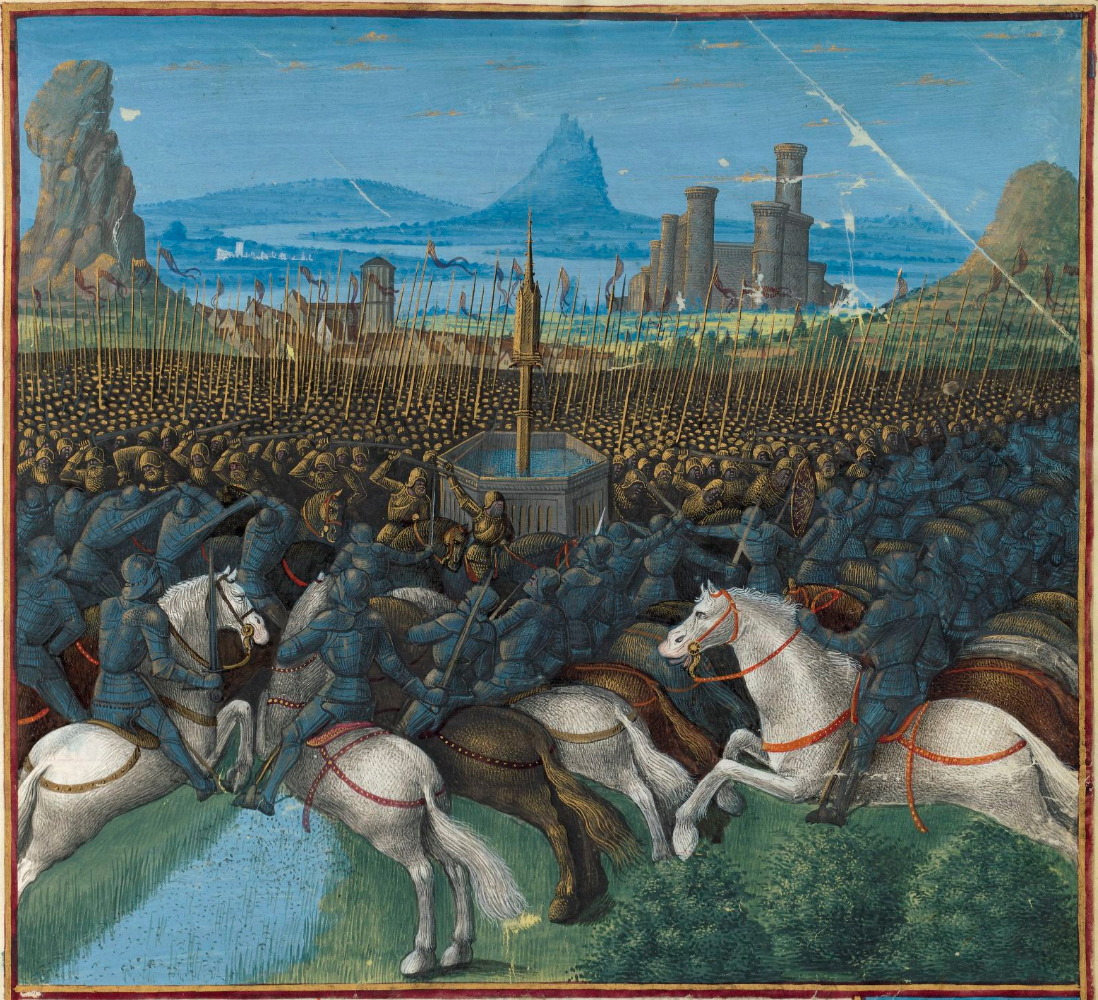
Batalla de Seforia. Miniatura de la Biblioteca Nacional de Francia.

Saladino obtuvo la autorización de Raimundo de Trípoli para atravesar Galilea. Al mismo tiempo, el 30 de abril de 1187, una delegación de reconciliación enviada por el rey de Jerusalén fue al encuentro de Raimundo de Trípoli para negociar. Dicha delegación estaba formada por el arzobispo Joscio de Tiro, Balián de Ibelin, Reinaldo de Sidón, Gerardo de Ridefort, maestre del Temple, y Roger de Moulins, maestre de los Hospitarios. Ambas fuerzas se encontraron cerca de Seforia en un momento en que sólo estaban presentes los dos maestres de los Templarios y Hospitalarios.
Pese a los consejos de Roger de Moulins y de Raimundo de Trípoli, que sugerían refugiarse en una fortaleza —el segundo había recibido de Saladino garantías de que durante su incursión por la Baja Galilea no atacaría las fortalezas donde se hubiesen refugiado los habitantes—, Gerardo de Ridefort cabalgó hasta Nazaret, convocó a todos los templarios que encontró, y con 200 hombres, 90 de ellos templarios, y 300 jinetes auxiliares, incluidos el mariscal del Temple y el maestre del Hospital, acometió a la caballería enemiga, que en total sumaba 7.000 hombres. El desastre fue evidente, y cuando Balián, que se había separado del grupo para visitar Samaria, alcanzó el lugar de la batalla, no halló más que cuerpos decapitados. Sólo Ridefort y otros dos caballeros lograron salvarse; los templarios infligieron fuertes bajas a los sarracenos, pese a salir derrotados de la batalla.

## Consecuencias
Raimundo de Trípoli, al ver pasar bajo los muros de su ciudad, Tiberíades, a las tropas de Saladino con las cabezas de los cristianos en las puntas de sus lanzas, hizo de inmediato las paces con Guido de Lusignan. Roto el pacto con Raimundo, Saladino puso sitio a la plaza, de la que tomó la ciudad baja mientras Eschiva, esposa de Raimundo –ya que este se había unido al ejército que estaba reclutando Guido de Lusignan—, se atrincheraba en la ciudadela. El intento de los cristianos de recuperar Tiberíades dio lugar a la batalla de Hattin, que se libró el 4 de julio de 1187.
- Datos: Q577190
- Multimedia: Battle of Cresson / Q577190